# Suzanne Jannin

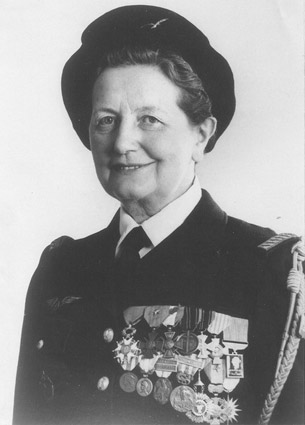
Suzanne Jannin

Suzanne Henriette Jannin (* 28. Juli 1912 in Belleville-sur-Meuse; † 10. Juli 1982 in Lille) war eine französische Widerstandskämpferin gegen die deutsche Besatzung im Zweiten Weltkrieg und Militärpilotin im Indochinakrieg.

## Leben
Nach Abschluss der weiterführenden Schule arbeitete Jannin vorübergehend als Lehrerin und begann kurz danach ein Medizinstudium, das sie am 17. Juni 1939 mit der Spezialisierung auf Zahnmedizin an der Universität in Nancy mit einem Diplom abschloss.

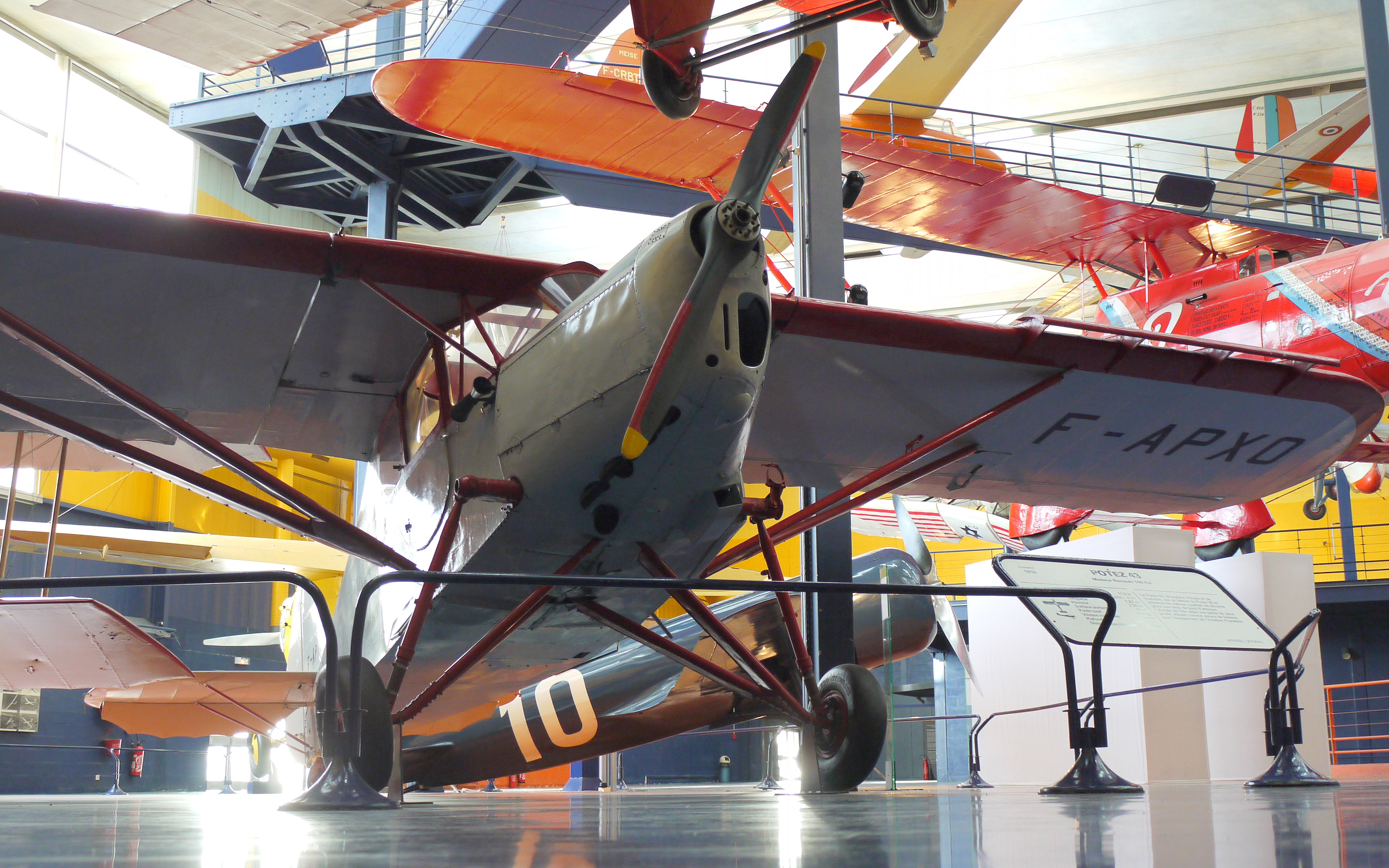
Potez 43

Da sie sich leidenschaftlich für die Luftfahrt interessierte, ihre finanziellen Mittel durch das Studium aber knapp waren, fragte sie im Mai 1939 nach Flugstunden auf Kredit. Ein Fluglehrer namens Lemaitre stimmte zu, sodass sie in Tomblaine mit dem Sportflugzeug Potez 43 eine Pilotenausbildung erhielt. Darüber hinaus erwarb sie später eine Lizenz als Motorfluglehrerin und trainierte auch Kunstflug.
Jannin ließ sich nach ihrem Abschluss in Verdun nieder und eröffnete 1940 eine eigene Zahnarztpraxis, die sie jedoch nach kurzer Zeit schließen musste; denn nach dem Einmarsch der Wehrmacht in Frankreich kam am 12. Juni 1940 der Befehl zur Evakuierung von Verdun. Während der Evakuierung war Jannin mit ihrer Mutter auf sich allein gestellt. Erst nachdem sie Wochen später nach Verdun zurückgekehrt war, traf sie ihren Vater wieder. Ihr Bruder geriet während der Invasion der deutschen Armee in Gefangenschaft. Jannin öffnete ihre Zahnarztpraxis wieder, die im späteren Verlauf ein Ort des Widerstandes in Verdun wurde. Nach dem Tod ihres Vaters musste Jannin neben ihrer Praxis dessen Geschäft, einen Kohlehandel, übernehmen und weiterführen. Durch den Handel erhielt sie einen Waldabschnitt in der Nähe des Fort de Tavannes, wo sie Flüchtlinge vor dem Service du travail obligatoire (STO, d. h. Zwangsarbeit in Deutschland), sonstige Geflohene und Verbindungsagenten versteckte.

## Widerstandskämpferin
Während der deutschen Besatzung in Frankreich engagierte sich Jannin unter dem Decknamen „Michèle“ aktiv im Widerstand. Sie war auch eine Verbindungsperson zwischen dem regionalen Stab der Résistance und den Anführern des Maquis. Als Mitglied der Meuse-Abteilung der Forces françaises de l’intérieur (FFI) unter Colonel Grandval assistierte und sorgte sie für Verpflegung und Kleidung sowie die Beförderung britischer und amerikanischer Fallschirmspringer von Verdun bis an die Schweizer Grenze. Nebenbei nutzte sie den Publikumsverkehr in ihrer Praxis, um unauffällig Informationen weiterzuleiten, übernahm medizinische Dienste, übermittelte Nachrichtensendungen, transportierte Dokumente, Waffen und Munition und stellte gefälschte Reichsopferstempel her (Zahnabdrucktechnik). Einen Tag vor der Befreiung von Verdun wurde Jannin von einer Nachbarin informiert, dass der Widerstand von den Deutschen entdeckt worden sei, und floh. Im Oktober 1944 wurde sie Patin des 150. Infanterieregiments. Am 1. Januar 1945 übernahm sie die Leitung des Frauenhilfskorps der Armee und machte Karriere. Statt Verwaltungsaufgaben zu übernehmen, beschaffte sie neun französische Fahrzeuge, die einst den deutschen Besatzern gehört hatten. Mit den Fahrzeugen holte sie französische Gefangene, darunter auch ihren Bruder, aus Deutschland bzw. Österreich zurück nach Frankreich. Vom 6. Mai bis zum 15. August 1945 organisierte sie eigenständig vier Konvois. Insgesamt waren 38 Fahrzeuge beteiligt, die 650 Gefangene zurückbrachten. Die Strecke führte durch Tirol über Innsbruck nach Salzburg und schließlich bis nach Linz, vor die sowjetische Besatzungszone.

## Militärpilotin

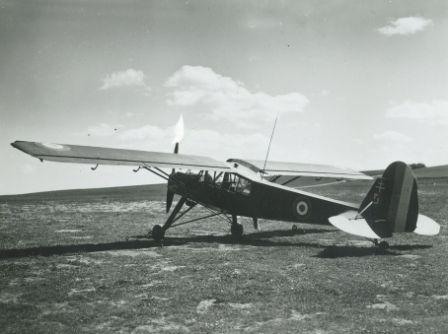
Fieseler Storch, deren französische Version MS.500 Suzanne Jannin flog

1948 wurde Jannin Vorsitzende des Aeroclubs von Verdun. Noch im selben Jahr erwarb sie die Militärlizenz für Segelflugzeuge. In dieser Zeit verkaufte Jannin ihre Zahnarztpraxis in Verdun, um kurz darauf nach Paris umzuziehen, da sie ihrer Leidenschaft, dem Fliegen, nachgehen wollte. Ihr weiteres Flugtraining absolvierte sie in den Flugschulen von Saint-Yan und Challes-les-Eaux. Nachdem Frankreich 1950 intensiv in den Indochinakrieg verwickelt war, wollte sich Jannin als Pilotin verpflichten, wurde aber abgelehnt. Da sie trotzdem die Armee im Krieg unterstützen wollte, wurde sie als Zahnärztin eingesetzt und zum Hauptmann befördert, um bei dem Hilfskorps der „Feminine d’administration en Extrême-Orient“ (Verwaltungsbeamtinnen im Fernen Osten) tätig zu sein. Am 9. November 1952 wurde sie aus Verwaltungsgründen zurück nach Frankreich geschickt. Auf Empfehlung von General Chassin konnte sie doch noch der Luftwaffe beitreten und erhielt am 11. März 1953 die Möglichkeit, sich für zwei Jahre Dienst bei den weiblichen Mitgliedern der Luftwaffe zu verpflichten.
Kurz darauf, am 6. April 1953, wurde sie nach Thann-Son-Nhut (Vietnam) in das 52. Luftwaffengeschwader unter Major Hilly abkommandiert und war die zweite Pilotin der französischen Luftwaffe und die erste in Indochina. Da die Offiziersplätze der Einheit bereits besetzt waren, bot man ihr nur die Möglichkeit, zum Caporal-Chef, also einem Mannschaftsdienstgrad, degradiert zu werden. Aus Liebe zur Fliegerei verzichtete sie auf die materiellen Vorteile und die Stellung, die ihr der Offizierstitel verliehen hätte, und akzeptierte die Degradierung. Mit der Morane 500 Criquet, der französischen Version des deutschen Kurier- und Verbindungsflugzeugs Fieseler Fi 156, dem „Storch“, flog sie 290 Einsätze, davon 85 Kriegseinsätze. Dazu zählten Aufklärung, Jagd- und Artillerieführung und medizinische Evakuierung unter extrem heiklen und gefährlichen Bedingungen. Über ihre Einsätze berichtete sie:

„Bei meinem ersten Einsatz, einer medizinischen Evakuierung in Quan Loi, erhielt ich ein großes Briefing vor meinen Kameraden und dem Einsatzleiter, Kommandant Hily. Aber ich war völlig ruhig, viel ruhiger als die anderen, die zurückblieben. ‚Bis bald, Miss‘. Motor. Fixpunkt. Ich gebe ein Zeichen, um die Klötze zu entfernen. Ich melde mich über die Nord-Süd-Piste. Als der Tower grünes Licht gibt, rolle ich auf die Startbahn und gehe in Position. Ich gebe Gummi, das Flugzeug nimmt Fahrt auf und hebt langsam ab. Es war geschafft. Die Zukunft sollte zahlreiche Einsätze bringen, gewöhnliche und außergewöhnliche, leichte oder gefährliche, auf jeden Fall aber aufregende.“

Im Indochinakrieg kam sie so auf mehr als 350 Flugstunden. Warum Jannin nach Vietnam ging, begründete sie so:

„Ich wollte der Nation nützlich sein, Verantwortung übernehmen, und deshalb bin ich nach Indochina gegangen.“

Nach ihrem Dienst als Pilotin in Vietnam kehrte Jannin 1954 nach Frankreich zurück und arbeitete als Zahnärztin für das Luftwaffenministerium weiter. Am Anfang war sie auf dem Fliegerhorst von Saclay stationiert, später bei der S.C.A.N. in Châtillon. 1957 trat sie aus der französischen Armee aus.

## Ehrungen
Am 31. Januar 1945 erhielt sie als Auszeichnung für ihre Taten das Croix de guerre (Kriegskreuz) und im Oktober die Médaille de la Résistance. Des Weiteren wurde sie nach Ende des Zweiten Weltkrieges mit dem Croix du combattant (Kombattantenkreuz), dem Kreuz des freiwilligen Widerstandskämpfers und der Gedenkmedaille ausgezeichnet.
Für ihre Taten als Pilotin und Einsätze im Indochinakrieg erhielt sie am 25. Januar 1954 die Kolonialmedaille. Im darauffolgenden Jahr am 15. Juli 1955 bekam sie die Medaille für Luftfahrt, es folgten am 21. November die Ernennung zum Ritter der Ehrenlegion, das Kriegskreuz mit Palmen, die Gedenkmedaille des Indochinafeldzuges und die Medaille für den Gesundheitsdienst der Armeen. Als letzte Ehrung wurde sie zum Ritter des nationalen Verdienstordens im Dezember 1974 ernannt.

## Würdigung nach ihrem Tod
Suzanne Delvoye-Jannin starb am 10. Juli 1982 und wurde in der Kirche Saint Pierre in Mons-en-Barœul beerdigt. Zu ihrer Beisetzung erschienen viele Offiziere, zum einen aus dem Gesundheitswesen der A.N.S.O.R.A.A., in dem sie lange Zeit gearbeitet hatte, sowie aus der Luftwaffenbasis 103 in Cambrai. Außerdem war noch eine große Anzahl weiterer Personen anwesend, um sie zu ehren. General Valérie André, Fachkollegin und Kombattantin der Verstorbenen, schrieb in ihrem Beileidsschreiben an Herrn Delvoye:

„Ihre großen Qualitäten – Mut und ruhige Entschlossenheit – haben die Bewunderung all derer erregt, die sie in ihrer Karriere kennen und schätzen gelernt haben. Ihr beispielhaftes Leben und ihre unerschütterliche Hingabe werden ihnen in Erinnerung bleiben.“

Am 26. Oktober 2019 fand ein Gedenktag in ihrer Heimatstadt Belleville-sur-Meuse statt. Eröffnet wurde die Zeremonie mit einem Überflug von zwei Flugzeugen des Aeroclubs Robert Thiery, den Jannin geleitet hatte. Zu ihren Ehren wurde ein Platz mit einer Gedenktafel nach ihr benannt und von Bürgermeister Yves Peltier eingeweiht. Auch Familienmitglieder, Christine Debouzy, Präsidentin der französischen Piloten-Vereinigung, der Generalpräsident des Souvenir Français Serge Barcellini und weitere Personen nahmen an der Feier teil.